# ライトフィート
ライトフィート（LITEFEET）は、「GetLite」とも呼ばれ、2004年終わりにニューヨークから生まれたヒップホップダンスの一種で1970年代に発展したブレイクダンスの流れを汲む。 
ライトフィートには、「Chicken Noodle Soup」、「Tone Whop」（しばしば「Toe Whop」と誤って呼ばれる）、「Rev Up」、「Aunt Jackie」、「Bad One」、「Tic Tac Toe」、「Lock In」などの動きや、90年代終わりから爆発的人気をよんだ兄弟的ダンスのハーレムシェイク (ダンス)が取り入れられる。また、LITEFEETのムーブには、帽子を使ったハットトリック、靴使ったシュートリックなどもよく取り入れられる。 
ダンサーは、ニューヨーク市の地下鉄やユニオンスクエア、タイムズスクエアなどでショータイムとしてパフォーマンスをすることがよくあり、ダンスはハーレムの都市型音楽社会シーンの象徴として受け入れられてきた。 
よく知られているチームは次のとおり：W.A.F.F.L.E. (We Are Family For Life, Ent.)、 MonzterInc、 Brotherhood、 2Real Boyz、 Team Rocket、Team Demon、Bomb Squad、Lyve Tyme、Bwreckfast Club(Breakfast Club)。 
日本では2010年からXYZBOYZ(エックスワイズィーボーイズ)のAzsa、Jumi Lite、Ken-Taによりニューヨークから伝えられ、現在まで踊られている。
ライトフィートには、ダンスとともに演奏される音楽もあり(LITEFEET Music、LITEFEET Anthemなどと呼ばれる)、多くの場合、テンポの速い100-110BPMのラップビートとドラムキットを使用する。 
LITEFEET音楽の骨組みを作ったのがLil Sns(Sns)である。
HANN、 M-Lyve、 Kid the Wiz、Dsparkz、Fliqht、BSNYEA、 Faro、AG the Voice of Harlem、Lil Sns、DJ Webstar、Young B はライトフィートの音楽プロデューサーとして有名。